# Таррагона, Хуан Франсиско
Хуан Франсиско Таррагона (исп. Juan Francisco Tarragona; 1769, Санта-Фе, Аргентина — 1843, Монтевидео, Уругвай) — аргентинский политик, сторонник Майской революции и член Великой хунты.

## Биография
Родился в 1769 году в Санта-Фе. Сын врача своего родного города и, по словам аргентинского генеалога Нарсисо Бинайана Кармоны, был потомком испанского конкистадора, исследователя и колонизатора Доминго Мартинеса де Иралы (1509—1556).
Он учился в Кордове и посвятил себя коммерции. Он возглавил открытый совет в июне 1810 года, который одобрил Майскую революцию, и был избран депутатом Великой хунты, в которую вступил в декабре. Он принадлежал к группе, лояльной президенту страны Корнелио Сааведре. После известия о поражении в Верхнем Перу он поддержал мирный договор с роялистским городом Монтевидео и даже попытался заключить пакт с испанскими пиратами, грабившими побережья его провинции.
В декабре 1811 года Великая хунта была заменена Первым триумвиратом, а Хуан Таррагона был назначен директором оружейного завода. В 1812 году он вернулся в Санта-Фе и был ярым сторонником режима Буэнос-Айреса в провинции.
В апреле 1815 года собрание жителей заставило губернатора Эустокио Диаса Велеса уйти в отставку, и губернатором был избран Франсиско Кандиоти, друг Хосе Артигаса. В ответ центральное правительство отправило экспедицию против Кандиоти, но войска восстали в Фонтесуэласе и привели к падению директора Альвеара. Вскоре после этого его преемник Игнасио Альварес Томас отправил еще одну экспедицию против Санта-Фе под командованием Хуана Вьяамонте, которая прибыла за два дня до смерти пожилого Кандиоти.
Хуан Вьямонте воспользовался дезориентацией федерального правительства, чтобы назначить Хуана Таррагону губернатором. Вскоре после этого Совет представителей, избранный по усмотрению Вьямонте, решил объявить о возвращении подчинения Буэнос-Айресу. Правительство Таррагоны было фактически колониальной зависимостью, при которой провинция была вынуждена вносить неограниченный вклад в войну за независимость, не получая взамен ничего.
Однако умеренные федералисты плели заговор в течение нескольких месяцев, поскольку было ясно, что они представляют большинство населения, и Таррагона одержала победу только при поддержке сил Вьямонте.
Возможность представилась, когда в начале 1816 года Вьямонте отправил значительную часть своих войск на соединение с Северной и Андской армиями. В марте восстала рота бланденге под командованием Эстанислао Лопеса и Мариано Вера выступил в их поддержку, а из Энтре-Риос прибыла помощь, отправленная Артигасом. Федералы атаковали город и вынудили Виамонте сдаться, а сам Артигас даже переправился в Санта-Фе. Вьямонте и его офицеры были взяты в плен, но Таррагоне удалось бежать. Его имущество было конфисковано по приказу губернатора Мариано Веры.
В течение оставшейся части десятилетия Таррагона участвовал в некоторых кампаниях Директории против своей провинции, но так и не вернулся в город. Во время беспорядков 1820 года он отправился в изгнание в Монтевидео, где посвятил себя торговле. Там он и умер в апреле 1843 года.